# Павел з Боянчиць
Павел з Боянчиць (пол. Paweł z Bojańczyc; пом. 18 березня 1453) — католицький релігійний діяч. Латинський єпископ Кам'янця-Подільського.

## З життєпису
Син Миколая з Боянчиць — села в Краківській землі. Батько, можливо, був дрібним шляхтичем.
Владислав Абрагам припускав, що його «патроном» був краківський канонік Миколай Ґошковський, після призначення якого віленським єпископом у 1408 році Павел вирушив з ним до ВКЛ. Перед листопадом 1427 мав канонію у Віленській катедрі РКЦ, патронами якої були король і великий князь, також був латинським парохом (пробощем) шпиталю Святого Духа у Вільні. Призначання (номінацію) на посаду в Кам'янці (попередник Збіґнев із Лапанова помер) отримав як капелан Витовта, який, зокрема, у листі до папи Мартина V (28 листопада 1427) дуже підтримував свого кандидата.
Литовський намісник Кам'янця Іван Довґірд не знав про смерть великого литовського князя Витовта, тому Міхал Бучацький, Павел із Боянчиць і попередній кам'янецький староста Грицько Кердейович викликали його на «розмову» та ув'язнили. Ян Длуґош стверджував, що ініціятором став Павел із Боянчиць. 25 червня 1447 разом з іншими єпископами брав участь у коронації Казимира IV Ягайлончика.
Був похований у крипті латинської катедри в Кам'янці.